# Río Santee
El río Santee es un río de la vertiente Atlántica de los Estados Unidos que corre por la parte sureste-centro del estado de Carolina del Sur. Fluye al sudeste hasta el océano Atlántico después de un recorrido de 230 km, aunque con sus fuentes, el sistema Santee-Wateree-Catawba alcanza los 705 km de largo.
Ha sido represado para formar el embalse Marion, el cual está conectado por una vía navegable (el lago Moultrie y el río Cooper) hasta Charleston. La totalidad del sistema acuífero es la más importante vía fluvial y fuente de energía hidroeléctrica de Carolina del Sur.
- Datos: Q2223479
- Multimedia: Santee River / Q2223479